# Fioritures (film, 1916)
 (juillet 2025).
Pour les articles homonymes, voir Fioriture.
Pour plus de détails, voir Fiche technique et Distribution.
Fioritures (connu également sous le titre La Source de Beauté) est un film français réalisé par Abel Gance, sorti en 1916.

## Fiche technique
- Titre original : Fioritures
- Titre alternatif : La Source de Beauté
- Réalisation : Abel Gance
- Scénario : Abel Gance
- Photographie : Léonce-Henri Burel
- Producteur : Louis Nalpas
- Société de production : Vandal et Delac
- Pays de production :  France
- Langue originale : français
- Format : Noir et blanc  — 35 mm — 1,33:1 — Film muet
- Date de sortie : 
  - France : 1916

## Distribution
- Jane Marken : Anny Dorleville
- Léon Mathot : Julien Darvoncourt
- Maud Richard : Maud Dorleville